# بنك رأس الخيمة الوطني
بنك رأس الخيمة الوطني ش.م.ع، هي شركة مساهمة عامة مقرها في إمارة رأس الخيمة، في دولة الإمارات العربية المتحدة (تعرف بالاسم التجاري راك بنك)، تأسست عام 1976. وهي مدرجة في سوق أبو ظبي للأوراق المالية.كما يقدم راك بنك الخدمات المصرفية المتوافقة مع الشريعة الإسلامية من خلال قسمه للخدمات المصرفية الإسلامية "راك الإسلامي

## التأسيس
بنك رأس الخيمة الوطني هو مؤسسة مالية متخصصة في الخدمات المصرفية للأفراد والأعمال في دولة الإمارات العربية المتحدة. حتى نهاية عام 2020، بلغ إجمالي أصول البنك 52.8 مليار درهم، وودائع بقيمة 36.9 مليار درهم، وصافي أرباح 505.4 مليون درهم. يقدم بنك رأس الخيمة الوطني الخدمات المصرفية التقليدية والإسلامية، ويقدم خدماته للعملاء من الأفراد والشركات الصغيرة والعملاء التجاريين من خلال شبكته الواسعة التي تضم 27 فرعًا وأجهزة الصراف الآلي والعديد من القنوات الإلكترونية مثل الهاتف والإنترنت والخدمات المصرفية عبر الهاتف المحمول.
في أوائل عام 2013، أطلق البنك وحدة مصرفية إسلامية، راك بنك أمل، استجابةً للموجة المتزايدة من الاستثمارات في الخدمات المالية المتوافقة مع الشريعة الإسلامية في البلاد. يقدم البنك المنتجات والخدمات المصرفية الإسلامية من خلال شركته التابعة (شركة رأس الخيمة للتمويل الإسلامي). في أغسطس 2014، أعلن البنك عن نيته الاستحواذ على حصة أغلبية في شركة رأس الخيمة الوطنية للتأمين (راكنيك) بعد موافقة مساهمي البنك. وصوت المساهمون لصالح شراء البنك لحصة أغلبية بسعر 3.64 درهم للسهم خلال اجتماع الجمعية العامة العادية الذي عقد في المقر الرئيسي للبنك في رأس الخيمة.

### المساهمون
البنك مملوك بنسبة 52.76% لحكومة رأس الخيمة. ويتكون مجلس الإدارة من العديد من أعضاء الأسرة الحاكمة في الإمارة ورجال الأعمال من مختلف أنحاء دولة الإمارات العربية المتحدة والكويت.